# Воловодов Борис Наумович
Борис Наумович Воловодов (нар. 19 липня 1914, Грозний, Терська область — пом. 3 листопада 1943, Керч, Кримська АРСР) — радянський льотчик-штурмовик морської авіації, учасник Німецько-радянської війни, Герой Радянського Союзу (1943). Лейтенант.

## Біографія
Борис Воловодов народився 19 липня 1914 року у Грозному у робітничій сім'ї. У 1938 році закінчив Херсонську льотно-інструкторську школу, після чого працював льотчиком-інструктором в аероклубах Ставрополя та Куйбишева.
В 1942 році призваний на службу в авіацію Військово-морських сил, спочатку був пілотом-інструктором в школі пілотів ВПС ВМФ. З травня 1943 — на фронтах Радянсько-німецької війни. У вересні 1943 року Воловодов закінчив курси командирів ланок і був направлений до 47-го штурмового авіаційного полку 11-ї штурмової авіаційної дивізії ВПС Чорноморського флоту, командував там спочатку ланкою, а потім — ескадрильєю. Брав участь у боях за визволення Таманського півострова, висадження десанту на Керченський півострів.
За час своєї участі у бойових діях здійснив 15 бойових вильотів на штурмування військ противника. Ескадрилья під його командуванням потопила 2 сторожові кораблі і 4 швидкохідні десантні баржі. 3 листопада 1943 року Воловодов у складі групи з 12 штурмовиків «Іл-2» вилетів на штурмування скупчень техніки та живої сили противника в районі селища Ельтиген (нині — у межах міста Керчі). Незважаючи на ворожий зенітний вогонь, льотчики штурмували. Коли штурм вже майже був завершений, із заходу з'явилася група бомбардувальників Ju-88. Екіпаж Воловодова протаранив один із бомбардувальників. Разом із ним загинув штурман 1-ї ескадрильї молодший лейтенант Василь Леонтійович Биков.
Указом Президії Верховної Ради СРСР від 17 листопада 1943 року лейтенант Борис Воловодов посмертно був удостоєний звання Героя Радянського Союзу. Також був нагороджений орденом Леніна та рядом медалей.
Похований у братській могилі у селищі Ельтигені.